# Площадь Рештаурадориш

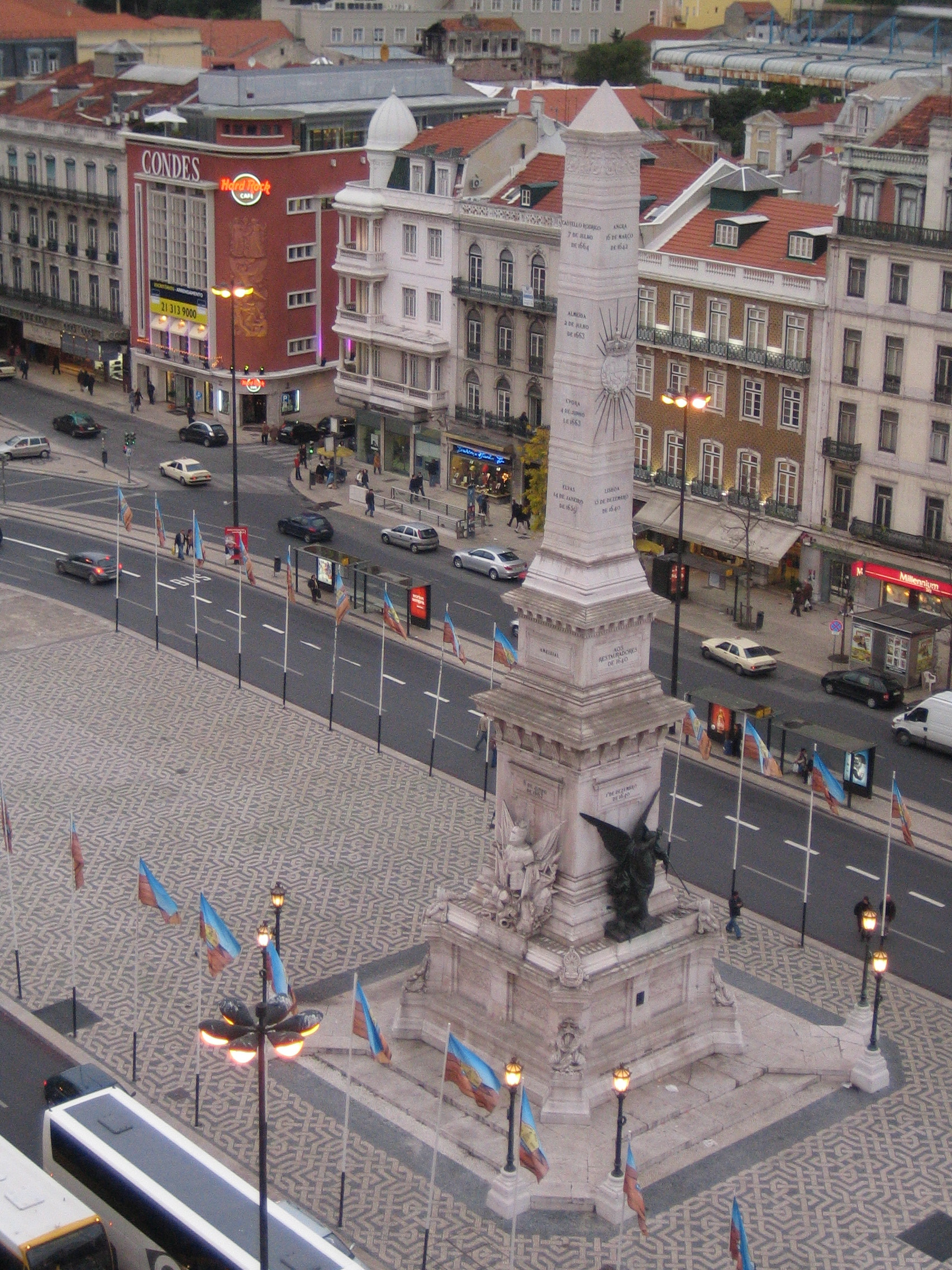
Вид на площадь

Площадь Рештаурадо́риш (порт. Praça dos Restauradores) — площадь в историческом центре Лиссабона, Португалия.
Площадь расположена к северо-западу от площади Росиу, на площадь Рештаурадориш выходит вокзал Росиу, от неё начинается одна из главных улиц Лиссабона Авенида да Либердаде. На площади расположены выходы с одноимённой станции метро Рештаурадориш.
Название площади буквально переводится как «восстановители» и связано с восстановлением независимости Португалии в 1640 году после 60-летнего периода владычества Испании. В 1886 году в центре площади был воздвигнут обелиск, на котором выбиты имена и даты, связанные с битвами Войны за независимость.
Площадь окружают здания XIX и XX века. Среди них наиболее историческим значимым сооружением, за вычетом вокзала Росиу, является дворец семейства Фож, построенный на стыке XVIII и XIX веков.